# Amargosa
Amargosa là một đô thị thuộc bang Bahia, Brasil. Đô thị này có diện tích 435,932 km², dân số năm 2007 là 33356 người, mật độ 76,5 người/km².